# 欧洲格莱姆氏菌
欧洲格莱姆氏菌（学名：Gleimia europaea），前称欧洲放线菌（Actinomyces europaeus） ，是格莱姆氏菌属的下属物种。此物种是一种革兰氏阳性、非运动性、过氧化氢酶阴性、兼性厌氧的杆状菌。此物种是从血液和脓肿中分离出来的。此物种只有在极少数情况下会引起菌血症。